# 嬉野温泉站
嬉野溫泉站（日语：／ Ureshino-onsen eki */?）是位於佐賀縣嬉野市嬉野町，屬於九州旅客鐵道（JR九州）西九州新幹線的營運車站。

## 概要
西九州新幹線的嬉野温泉站是新建的新幹線專用站；車站位於佐賀縣嬉野市嬉野町大字下宿、嬉野温泉温泉街東北方約1.5公里處，距離嬉野温泉巴士總站（嬉野温泉バスセンター）約2.2公里。

## 車站構造
- 新幹線為側式月台2面2線，全長160m的高架站。
- 站台設有月台閘門。检票口外設绿窗口、自動售票机和候车室。
- 車站以“温泉地典雅的車站”爲設計概念。車站外牆使用陶瓷制品組成狭窄的垂直网格，营造出温泉旅馆的雅致。外牆材料使用不同深度的材质进行着色，以给人深刻印象[3]。

### 月台配置
| 月台 | 路線         | 方向 | 目的地       |
| ---- | ------------ | ---- | ------------ |
| 11   | 西九州新幹線 | 上行 | 武雄溫泉方向 |
| 12   | 西九州新幹線 | 下行 | 長崎方向     |

（出處：JR九州 駅情報一覧 （页面存档备份，存于））

## 車站歷史
- 2014年3月14日：車站高架橋土木工程開工。
- 2019年2月23日：車站大樓動工。
- 2020年11月26日：車站名稱「嬉野温泉站」確定。
- 2022年9月23日：開業。

## 使用狀況
以下為每年度本站1日平均乘車人次。JR九州公佈西九州新幹線車站的使用人數時，是將新幹線及在來線使用人數合併計算。但由於本站只有新幹線駛經，所以其人數已是實際使用人數。
| 乘車人次變化 | 乘車人次變化 |
| 年度         | 1日平均人次  |
| ------------ | ------------ |
| 2022年       | 230          |
| 2023年       | 228          |

## 相鄰車站
九州旅客鐵道（JR九州）
 西九州新幹線
武雄溫泉－嬉野溫泉－新大村

## 外部連結
- JR九州嬉野溫泉站 （页面存档备份，存于）